# NGC 1892
NGC 1892 è una galassia a spirale situata nella costellazione del Dorado, a una distanza di circa 68 milioni di anni luce dalla nostra Via Lattea.

## Scoperta
La galassia è stata scoperta il 30 novembre 1834 dall'astronomo britannico John Herschel.

## Descrizione
NGC 1892 ha una classe di luminosità III-IV e presenta una larga riga a 21 cm dell'idrogeno neutro.

## Gruppo di NGC 1947
NGC 1892 assieme a NGC 1947 e NGC 2082 forma il Gruppo di NGC 1947, costituito da tre galassie.